# آیدار زاکارین
آیدار زاکارین (انگلیسی: Aydar Zakarin؛ زادهٔ ۱۹ آوریل ۱۹۹۴ ‏(۳۰ سال)) دوچرخه‌سوار اهل روسیه است.
از باشگاه‌هایی که در آن بازی کرده‌است می‌توان به گازپروم-روس‌ولو اشاره کرد.